# Niels van der Laan

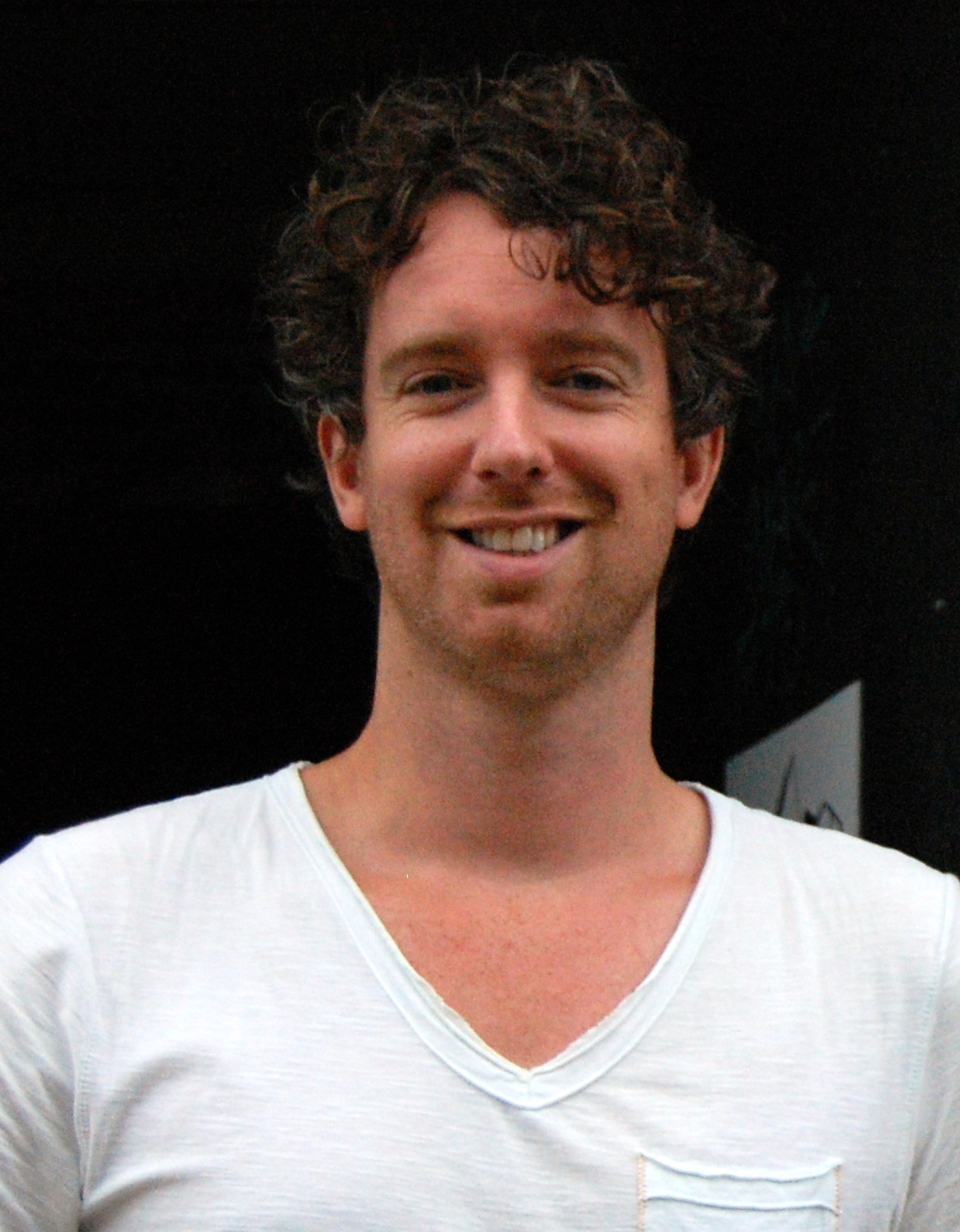
Niels van der Laan, 2016

Niels van der Laan (* 15. September 1981 in Beverwijk) ist ein niederländischer Kabarettist und Programmautor.
Van der Laan ist hauptsächlich bekannt als Mitglied des musiklastigen Kabarettduos Van der Laan & Woe (vormals Geen Familie). Er ist aber auch als Schauspieler in verschiedenen Produktionen zu sehen. Eine bekannte Rolle übernimmt er etwa als Hauptpiet in der Kindersendung Sinterklaasjournaal. Er sprach von 2011 bis 2015 das Voiceover im satirischen Verbrauchermagazin Rambam auf BNNVARA. Er moderierte zusammen mit seinem Kabarettpartner Jeroen Woe und zwei weiteren Moderatoren die humoristische Ratesendung De Kwis, bevor sie 2018 eingestellt wurde. Ab 2019 folgte hierauf die ähnlich angelegte und mit satirischer Betrachtung der Tagesnachrichten versehene Sendereihe Even tot hier mit Van der Laan und Jeroen Woe.

## Sendungen
| Fernsehen/Radio         | Fernsehen/Radio                                                                                          | Fernsehen/Radio                    | Fernsehen/Radio                                          |
| Jahr                    | Produktion                                                                                               | als                                | als                                                      |
| ----------------------- | --- | ---------------------------------- | -------------------------------------------------------- |
| 2004–2012               | Spijkers met koppen                                                                                      | Kabarettist                        | Kabarettist                                              |
| 2011–2017               | Rambam                                                                                                   | Voiceover                          | Voiceover                                                |
| 2011–2012               | De Kwis als Sendungsbestandteil von PAU!L                                                                | Quizmaster                         | Quizmaster                                               |
| 2012–2013               | De Kwis als Sendungsbestandteil von Langs de Leeuw                                                       | Quizmaster                         | Quizmaster                                               |
| 2013–2019               | Rambam                                                                                                   | Voiceover                          | Voiceover                                                |
| 2013–2018               | De Kwis                                                                                                  | Quizmaster                         | Quizmaster                                               |
| seit 2019               | Even tot hier                                                                                            | Moderator, Quizmaster, Kabarettist | Moderator, Quizmaster, Kabarettist                       |
| Theater                 | |                                    |                                                          |
| Jahr                    | Produktion                                                                                               | Genre                              | mit                                                      |
| 2005                    | Ralph | Kabarett                           | Geen Familie                                             |
| 2006–2008               | Ctrl+Alt+Del                                                                                             | Kabarett                           | Geen Familie                                             |
| 2008–2010               | Help Ons                                                                                                 | Kabarett                           | Geen Familie                                             |
| 2010–2011               | Een onvergetelijke kerst met Stanley en de Menzo’s                                                       | Musik                              | Martijn Hillenius Steef Hupkes Henry van Loon Jeroen Woe |
| 2010–2012               | Superlatief                                                                                              | Kabarett                           | Van der Laan & Woe                                       |
| 2012–2014               | Buutvrij                                                                                                 | Kabarett                           | Van der Laan & Woe                                       |
| 2014–2016, 2018–2019    | Kerst, Kerster, Kerstst met Stanley en de Menzo’s                                                        | Musik                              | Martijn Hillenius Steef Hupkes Henry van Loon Jeroen Woe |
| 2014–2016               | Alles Eromheen                                                                                           | Kabarett                           | Van der Laan & Woe                                       |
| 2017–2020               | Pesetas                                                                                                  | Kabarett                           | Van der Laan & Woe                                       |
| 2018                    | Kwisconcert                                                                                              | Musik/Kabarett                     | Jeroen Woe                                               |
| Schauspieler Film/Serie | |                                    |                                                          |
| Jahr                    | Produktion                                                                                               | Rolle                              | Rolle                                                    |
| 2003                    | Baantjer                                                                                                 | Stagiair                           | Stagiair                                                 |
| 2011                    | Midzomernacht                                                                                            | Boris                              | Boris                                                    |
| 2015                    | Kasper en de Kerstengelen                                                                                | Polizist                           | Polizist                                                 |
| seit 2018               | Sinterklaasjournaal und der Landelijke intocht van Sinterklaas (niederlandweiter Einzug des Sinterklaas) | Hoofdpiet                          | Hoofdpiet                                                |

## Preise
- 2005 – Wim Sonneveldprijs, mit Geen Familie[1]
- 2011 – Neerlands Hoop, mit Van der Laan & Woe[2]
- 2022 – Gouden Televizierring, für Even tot hier[3]
- 2023 – Ere (Ehren) Zilveren Nipkowschijf, mit Even tot hier[4]